# 城市女獵人
《城市女獵人》是一部1993年上映的香港电影。由當時還未靠周星馳所拍攝的西遊記而當紅的江約誠导演，黃秋生和楊麗青领衔主演。

## 故事大綱
警花小青為一名警察，她受上頭的命令需要把兇殘的五指殺人組捉拿歸案，小青把其餘幾名成員中指，無名指，食指及尾指殺害，但卻把大拇指逃走了。
光警司見這樣情況，決定請來私家偵探陳查理來協助小青調查大拇指並要告他入罪，但大拇指勢力強大，令查理及小青煩惱，到底兩人能把大拇指繩之以法嗎？

## 演员
| 演员   | 角色   | 关系 | 昵称 |
| 黃秋生 | 陳查理 | 私家偵探 光警司之好友 原警員，因親眼目睹女友被殺後辭職 與大拇指決鬥中被其打傷 口頭禪：答你好唔答你好啊？                                |      |
| 楊麗青 | 楊小青 | 女警 光警司之下屬，后發展 原警員，因休假時被大拇指嫁禍而被停職 因殺死五指殺人組的大量成員而被捲入陰謀後決定阻止一切，並最後將大拇指擊斃 |      |
| 黃光亮 | 光警司 | 楊小青之上司，后發展 高級警司 陳查理之好友 和陳查理、楊小青阻止大拇指的陰謀，最后為救楊小青被大拇指槍傷                                 |      |
| 邱建國 | 大拇指 | 陳查理、楊小青、光警司之天敵 五指殺人組主謀 杀死小妖之凶手 企图杀害楊小青，但被光警司擋子彈，並被楊小青開槍擊斃                         |      |
| 陳淑蘭 | 黑妹   | 男人婆 為人暴力，陳查理的女友 |      |
| 陳淑蘭 | -      | 陳查理之前女友 黑妹之孖生姐姐 在多年前被黑幫龍頭脅持，后被槍殺身亡                                                                      |      |
| 胡枫   | 楊才遊 | 惠小紅之夫 被大拇指追殺 |      |
| 惠英紅 | 惠小紅 | 楊才遊之妻 楊小青之繼母 |      |
| 謝偉傑 | 小妖   | 小混混，癮君子 被大拇指杀害 |      |
| 鄧泰和 | 無名指 | 五指殺人組成員 被楊小青杀害 |      |
| 江約誠 | -      | 醫生 替陳查理檢查 |      |
| 侯煥玲 | 婆婆   | 陳查理之客人 尋找孫女的婆婆 |      |

## 影片分級

### 電影
| 國家／地區 | 分級 |
| 香港       |      |

## 外部連結
- 香港影庫上《城市女獵人》的資料（繁體中文）
- 開眼電影網上《城市女獵人》的資料（繁體中文）
- 豆瓣电影上《城市女獵人》的資料 （简体中文）
- 时光网上《城市女獵人》的資料（简体中文）
- AllMovie上《城市女獵人》的资料（英文）
- 爛番茄上《城市女獵人》的資料（英文）
- 互联网电影数据库（IMDb）上《城市女獵人》的资料（英文）